# José Della Torre
José Della Torre (San Isidro, 23 maart 1906 – Lanús, 31 juli 1979) was een Argentijns voetballer. Della Torre was een van de spelers die deel uitmaakten van het eerste Wereldkampioenschap voetbal van 1930. Hij speelde hier 5 wedstrijden, waaronder de finale die Argentinië met 4-2 verloor van het Uruguayaans voetbalelftal.